# Ernst Fegté
Ernst Fegté (Hamburgo, 28 de setembro de 1900 — Los Angeles, 15 de dezembro de 1976) é um diretor de arte alemão-estadunidense. Venceu o Oscar de melhor direção de arte na edição de 1945 por Frenchman's Creek, ao lado de Hans Dreier e Samuel M. Comer.